# Maria-Joëlle Conjungo
Marie-Joëlle Conjungo, née le 14 juillet 1975 à Bangui, est une ancienne athlète de République centrafricaine spécialisée dans le 100 mètres haies. Elle a participé à deux Jeux Olympiques consécutifs, à compter de 2000, sans atteindre le second tour.
Ses records personnels de 13 s 51 (100 m haies) et de 8 s 38 (60 m haies) sont actuellement les records nationaux de Centrafrique. Son frère, Mickaël Conjungo, est également détenteur d'un record  national.